# 텔레비전 방송
다음은 텔레비전 방송의 개요를 설명한다.
텔레비전 방송은 텔레비전 신호가 전파를 통해 지상 텔레비전 방송국에서 안테나가 있는 TV 수신기로 전달되는 방송을 의미한다.

## 텔레비전 방송의 본성
텔레비전 방송은 다음과 함께 기술이 가능하다.
- 테크놀로지
- 일렉트로닉스 기술
- 전기 통신 기술
- 방송 기술

## 텔레비전 방송의 유형
- 지상파
- 폐쇄회로 텔레비전
- 야외 방송

## 텔레비전 방송의 역사
- 텔레비전의 역사

## 텔레비전 방송 기술

### 인프라 및방송 시스템
- 텔레비전 수상기
  - 텔레비전 제조업체 목록
- 위성방송
- 마이크로파 링크
- 텔레비전 수신 전용(TVRO)
- 텔레비전 송신기
- 트랜스포저
- 송신소

### 시스템 표준
- 시스템 A: 405 라인 시스템
- 441 라인 시스템
- 텔레비전 방송 시스템
- 시스템 B
- 시스템 G
- 시스템 H
- 시스템 I
- 시스템 M
- 지상파

### 텔레비전 신호

#### 비디오 신호
- 아날로그 텔레비전 동기화
- 백 포치(Back porch)
- 검정 수준
- 블랭킹 레벨(Blanking level)
- 색차
- 컴포지트 비디오
- 프레임 (비디오)
- 아날로그 텔레비전
- 수평 귀선 기간(Horizontal blanking interval)
- 수평 주사 속도(Horizontal scan rate)
- 루마 (비디오)
- 오버스캔
- 래스터 스캔
- 텔레비전 라인
- 화이트 클리퍼
- 수직 귀선 기간
- VF 대역폭
- VIT 신호

#### 소리 신호
- 멀티채널 텔레비전 사운드
- NICAM
- 프리 엠퍼시스
- Sound in syncs
- Zweikanalton

#### 방송 신호
- 빔 틸트(빔 경사)
- 다운링크 CNR
- 어스 벌지(Earth bulge)
- 주파수 오프셋
- 자유 공간의 전계 강도
- 나이프에지 효과
- 널 필(Null fill)
- 아날로그 TV 송신기의 출력 전력
- 패스 로스(Path loss)
- 전파의 전파
- 방사 패턴(Radiation pattern)
- 스큐(skew)
- 텔레비전 방해

##### 변조 및 주파수 변환
- 진폭 변조
- 주파수 믹서(Frequency mixer)
- 주파수 변조
- 직교 진폭 변조
- 단측파대 변조 (VSBF)

##### IF 및 RF 신호
- 미분 이득
- 미분 위상
- 디스토션
- 군지연과 위상 지연(Group delay and phase delay)
- 인터캐리어 방식
- 중간 주파수
- 노이즈
- 무선주파수
- 스플릿 사운드 시스템
- 슈퍼헤테로다인 송신기
- 텔레비전 채널 주파수
- 극초단파
- 초단파
- 제로 참조 펄스(Zero reference pulse)

### 컬러 TV
- 컬러버스트
- 컬러 킬러
- 컬러 텔레비전
- 도트 크롤(Dot crawl)
- 하노버 바(Hanover bars)
- NTSC
- PAL
- PAL-M
- PALplus
- PAL-S
- SÉCAM

### 스테이지 및 출력 장비
- 증폭기
- 안테나
- 공동 증폭기
- 다이플렉서
- 쌍극 안테나
- 더미 로드
- 전자 필터
- 4극관
- 속도변조관

### 측정 기구
- 왜율계
- 전계 강도 측정기
- 오실로스코프
- 멀티미터
- 망 분석기
- 잡음전압계(Psophometer)
- 벡터스코프

## 나라별 텔레비전 방송
| - 아프가니스탄의 텔레비전 - 알바니아의 텔레비전 - 안도라의 텔레비전 - 앙골라의 텔레비전 - 아르헨티나의 텔레비전 - 오스트레일리아의 텔레비전 - 오스트리아의 텔레비전 - 아제르바이잔의 텔레비전 - 방글라데시의 텔레비전 - 바바도스의 텔레비전 - 벨라루스의 텔레비전 - 벨기에의 텔레비전 - 버뮤다의 텔레비전 - 보스니아 헤르체고비나의 텔레비전 - 브라질의 텔레비전 - 불가리아의 텔레비전 - 버마의 텔레비전 - 부룬디의 텔레비전 - 캐나다의 텔레비전 - 칠레의 텔레비전 - 중화인민공화국의 텔레비전 - 중화민국의 텔레비전 - 콜롬비아의 텔레비전 - 크로아티아의 텔레비전 - 쿠바의 텔레비전 - 키프로스의 텔레비전 - 체코공화국의 텔레비전 - 덴마크의 텔레비전 - 에콰도르의 텔레비전 - 이집트의 텔레비전 - 잉글랜드의 텔레비전 (영국의 텔레비전 참고) - 에스토니아의 텔레비전 - 핀란드의 텔레비전 - 프랑스의 텔레비전 - 페로 제도의 텔레비전 - 조지아의 텔레비전 - 독일의 텔레비전 - 그리스의 텔레비전 - 온두라스의 텔레비전 - 홍콩의 텔레비전 - 헝가리의 텔레비전 - 아이슬란드의 텔레비전 - 인도의 텔레비전 - 인도네시아의 텔레비전 - 이라크의 텔레비전 - 아일랜드의 텔레비전 - 이스라엘의 텔레비전 - 이탈리아의 텔레비전 - 자메이카의 텔레비전 - 일본의 텔레비전 - 키르기스스탄의 텔레비전 | - 라트비아의 텔레비전 - 레바논의 텔레비전 - 리히텐슈타인의 텔레비전 - 리투아니아의 텔레비전 - 마케도니아 공화국의 텔레비전 - 맨섬의 텔레비전 - 말레이시아의 텔레비전 - 말리의 텔레비전 - 몰타의 텔레비전 - 멕시코의 텔레비전 - 몰도바의 텔레비전 - 모나코의 텔레비전 - 몬테네그로의 텔레비전 - 버마의 텔레비전 - 나우루의 텔레비전 - 네덜란드의 텔레비전 - 뉴질랜드의 텔레비전 - 조선민주주의인민공화국의 텔레비전 - 노르웨이의 텔레비전 - 파키스탄의 텔레비전 - 페루의 텔레비전 - 필리핀의 텔레비전 - 폴란드의 텔레비전 - 포르투갈의 텔레비전 - 루마니아의 텔레비전 - 러시아의 텔레비전 - 산마리노의 텔레비전 - 사우디아라비아의 텔레비전 - 스코틀랜드의 텔레비전 - 세네갈의 텔레비전 - 세르비아의 텔레비전 - 싱가포르의 텔레비전 - 슬로바키아의 텔레비전 - 슬로베니아의 텔레비전 - 남아프리카공화국의 텔레비전 - 대한민국의 텔레비전 - 스페인의 텔레비전 - 스리랑카의 텔레비전 - 스웨덴의 텔레비전 - 스위스의 텔레비전 - 태국의 텔레비전 - 트리니다드 토바고의 텔레비전 - 터키의 텔레비전 - 우크라이나의 텔레비전 - 영국의 텔레비전 - 미국의 텔레비전 - 우루과이의 텔레비전 - 베네수엘라의 텔레비전 - 베트남의 텔레비전 - 웨일스의 텔레비전 (영국의 텔레비전 참고) - 서사하라의 텔레비전 - 예멘의 텔레비전 |

## 같이 보기
- 텔레비전 방송 시스템
- 나라별 텔레비전 방송국 목록
- 텔레비전
- 라디오의 개요